# Henri Borel
Henri Antoine Borel (ur. 1893 w Neuchâtel, zm. 1984) – szwajcarski urzędnik konsularny.
Rodzicami byli – Louis Antoine Borel (1859-1903), kupiec w firmie zegarmistrzowskiej Wavre & Borel oraz Hortense de Reynier (1865-1933). Syn Henri Borel Uzyskał licencjat z nauk ekonomicznych. Był zatrudniony w charakterze kontrolera w Stoczni Gdańskiej (Danziger Werf). Jednocześnie pełnił funkcję konsula Szwajcarii w Gdańsku (1926-1934).